# 미국 국가항공자문위원회

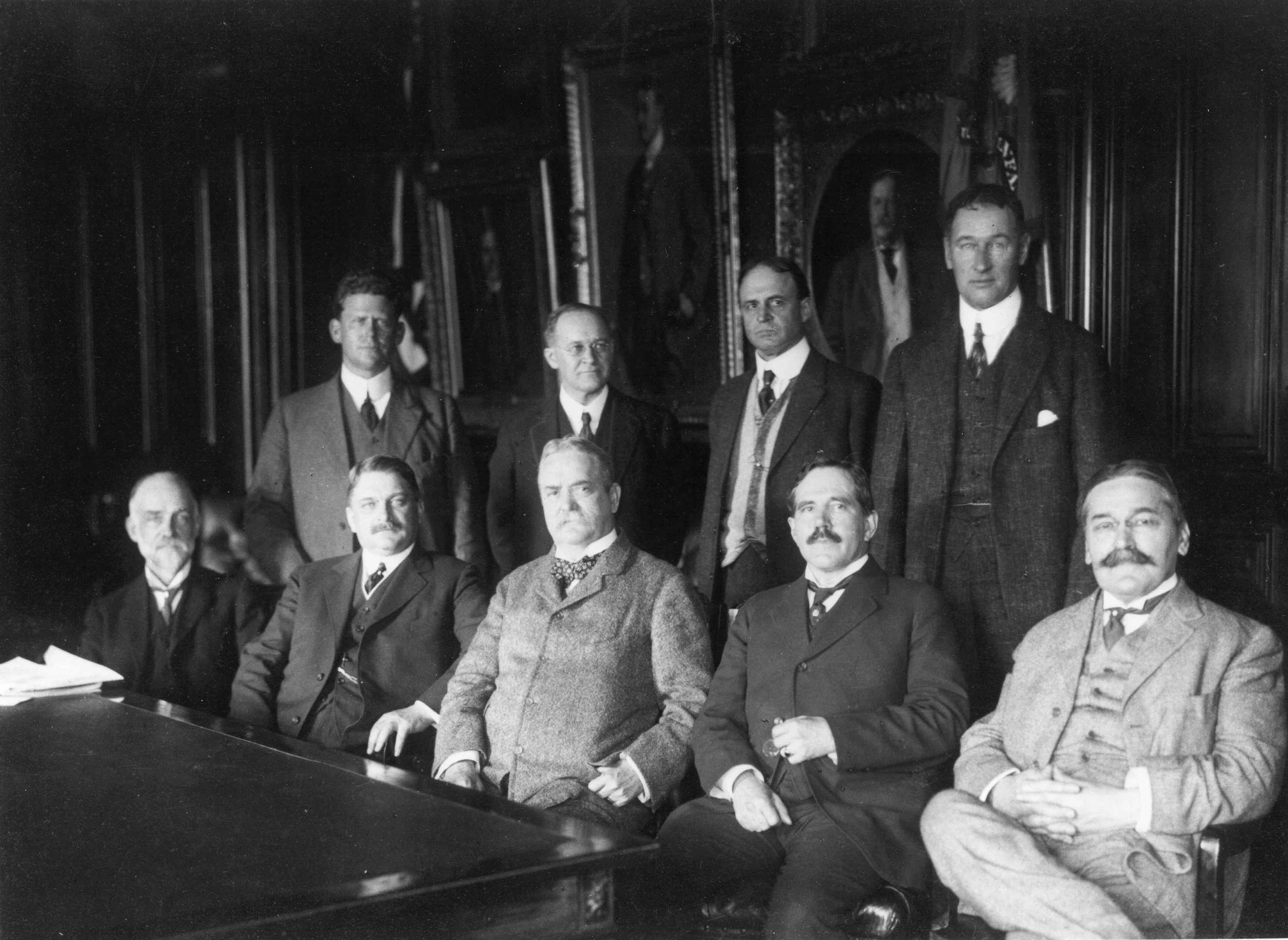
1915년, 미국 국가항공자문위원회의 첫 회의

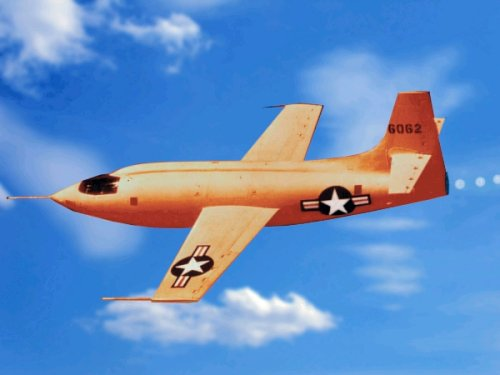
미국 국가항공자문위원회의 벨 X-1

미국 국가항공자문위원회(영어: National Advisory Committee for Aeronautics, NACA)는 1915년 3월 3일에 설립된 미국의 항공, 우주 분야 정부 부처이다. 제 2차 세계대전 당시에도 활약하였으며, 1958년 10월 1일에 해체, 미국 항공우주국(NASA)으로 인계되었다.

## 배경
1957년 말부터 1958년 초에 걸쳐 미국 국가항공자문위원회 (NACA)는 그때까지 자신들이 한 일과 같은 역할을 맡은 비군사적 기관의 신설에 대한 검토를 시작했다. 또 그 개념을 정밀 조사하기 위해서 몇 개의 위원회를 창설했다. 1958년 1월 12일, NACA는 가이포드 스테버(Guyford Stever)를 의장으로 하는 '우주 기술 특별 위원회'를 설립했다. 이 위원회는, 제2차 세계 대전 후에 미국 시민권을 획득한 베르너 폰 브라운 박사를 리더로 하는 미국 육군 탄도 미사일국의 우주 로켓 개발 그룹에서 제안된, 거대 로켓 개발 계획을 자문하는 임무도 띠고 있었다.
1958년 1월 14일, NACA 책임자 휴 드라이덴은 '우주 기술을 위한 국가적 조사 계획'을 발표해, 이하와 같이 말했다.
| “ | 미국의 위신 및 군사적 필요성의 양면에서 생각하면, 이번 도전(스푸트니크)에 휩쓸린 우주 정복을 위한 조사 및 개발의 계획을 정력적으로 추진하는 것은 긴급하고 중요한 과제이다.(중략) 그 때문에, 비군사적인 국가 기관에 의해서 과학적인 조사를 해야 한다는 제안이 이루어졌다.(중략) NACA는 우주 개발 기술의 주도권을 취해 그 성과를 급속히 확대해 연장할 수 있는 능력이 있다. | ” |

1958년 1월 31일 오후 10시 48분 (미국 동부표준시), 미국 첫 인공위성인 익스플로러 1호가 발사되었다. 1958년 3월 5일, 대통령 직속 과학 기술 자문 위원회의 위원장 제임스 킬리안(James Killian)은 아이젠하워 대통령에게 「민간 우주 계획을 위한 조직」이라는 제목의 서신을 보내, 일정의 지연을 최소한으로 억제해 조사 계획을 확장할 수 있도록 NACA를 강화해 재편한 조직에 의한 문민 통제형의 우주 계획을 창립하는 것을 재촉했다. 동년 3월 말에 NACA는, 당시 기획 중이었던 수소와 불소를 추진제로 하는 100만 파운드(453톤, 445만 뉴턴)의 추진력을 가지는 3단 로켓의 개발 계획을 포함한, 「우주 개발에 관한 제의」라는 제목의 보고서를 발표했다.
동년 4월, 아이젠하워 대통령은 의회 연설을 통해, 민간 주도의 우주 개발 기관을 신설할 의향과 미국 항공우주국 설립을 위한 예산안을 설명했다. NACA의 조사 활동 하나를 봐도, 그 규모나 진전, 관리, 운영 등에 있어서 변화가 이루어져야 했다. 7월 16일, 의회는 예산안을 승인하고, 동시에 NASA 설립을 위한 구체적인 근거가 된 '국가 항공 우주 결의'에 대해서도 약간의 언급을 했다. 그 이틀 후, 베르너 폰 브라운이 인솔하는 작업 그룹은 예비 보고서를 제출해, 현재 미국의 우주 개발은 여러 가지 기관이 따로 시행하고 있어 상호 제휴가 결핍되어 국가적 노력이 중복되어 손해가 크다는 것을 강력하게 비판했다. 스테버의 우주 개발 위원회는 브라운의 비판에 동의해, 10월에는 최종적인 초안이 제출되었다.

## 참고 자료
- U.S. Centennial of Flight Commission: The National Advisory Committee for Aeronautics (NACA)
- The NASA Technical Reports Server provides access to a collection of 14,469 NACA documents dating from 1917.
- Aerospaceweb.org: Information on NACA airfoil series
- Nasa.gov: "From Engineering Science to Big Science" — The NACA and NASA Collier Trophy Research Project Winners, edited by Pamela E. Mack.